# Avtandil Koridze
Avtandil Koridze est un lutteur soviétique né le 15 avril 1935 à Tbilissi et mort le 11 avril 1966. Il est spécialisé en lutte gréco-romaine.

## Palmarès

### Jeux olympiques
- Médaille d'or dans la catégorie des moins de 67 kg en 1960 à Rome[1].

### Championnats du monde
- Médaille d'or aux championnats du monde de 1961.